# Hans von Obstfelder
Hans von Obstfelder (6. september 1886 – 20. december 1976) var en tysk infanterigeneral, som gjorde tjeneste i 2. verdenskrig.
Von Obstfelder startede sin militære løbebane i 1906 som fænrik i 32. infanteriregiment. Ved starten på 1. verdenskrig var han premierløjtnant og kom til Vestfronten. Da krigen sluttede var han kaptajn og blev overført til Reichswehr. Efter at han var blevet major 1. februar 1926 og oberstløjtnant i 1930 blev han i 1933 udnævnt til oberst. Efter forskellige poster inden for Wehrmacht blev han generalmajor og chef for 3. infanteridivision. Under felttoget i Polen (1939) overtog han ledelsen af 28. infanteridivision. Under slaget om Frankrig blev han 1. juni 1940 forfremmet til general af infanteriet og ledede med held 29. korps. Korpset blev senere flyttet til Slovakiet og underlagt Pansergruppe 1.
Under felttoget i Rusland blev han den 27. juli 1941 tildelt Jernkorsets Ridderkors. Efter fremstødet til Kaukasus fulgte i 1943 tilbagetrækningskampe ved Mius. Trods svære tab kunne korpset holde den Røde Hær stangen, hvilket førte til at von Obstfelder den 7. juni 1943 fik egeløv til sit ridderkors.
I 1944 blev en del af hans korps tilintetgjort i Falaise-lommen. For svære afværgeslag fik von Obstfelder den 5. november 1944 sværd til ridderkorset. Som kommanderende general for 7. armé kom han sammen med sin enhed i amerikansk krigsfangenskab efter kapitulationen den 4. maj 1945. I tiden herefter og indtil hans løsladelse i august 1947 fungerede han som forbindelsesofficer til 12. amerikanske armégruppe.
Indtil sin død levede han tilbagetrukket i Wiesbaden, hvor han døde den 20. devember 1976.

## Udmærkelser
- Jernkorset (1914) 1. og 2. klasse[1]
- Hanseatenkreuz Hamburg [1]
- Ritterkreuz II. Klasse des Hausordens vom Weißen Falken med sværd [1]
- Ritterkreuz I. Klasse des Sachsen-Ernestinischen Hausordens med sværd [1]
- Wehrmacht-Dienstauszeichnung 1. til 4. klasse
- Hængsel til jernkorset 1. og 2. klasse
- Jernkorsets ridderkors med egeløv og sværd[2]
  - Ridderkors (27. juli 1941)
  - 251. Egeløv (7. juni 1943)
  - 110. Sværd (5. november 1944)
- Deutsches Kreuz i guld (21. april 1943) [2]

## Eksterne kilder
- Hans von Obstfelder @ Lexikon der Wehrmacht